# Liste von Luftschutzbunkern in Augsburg

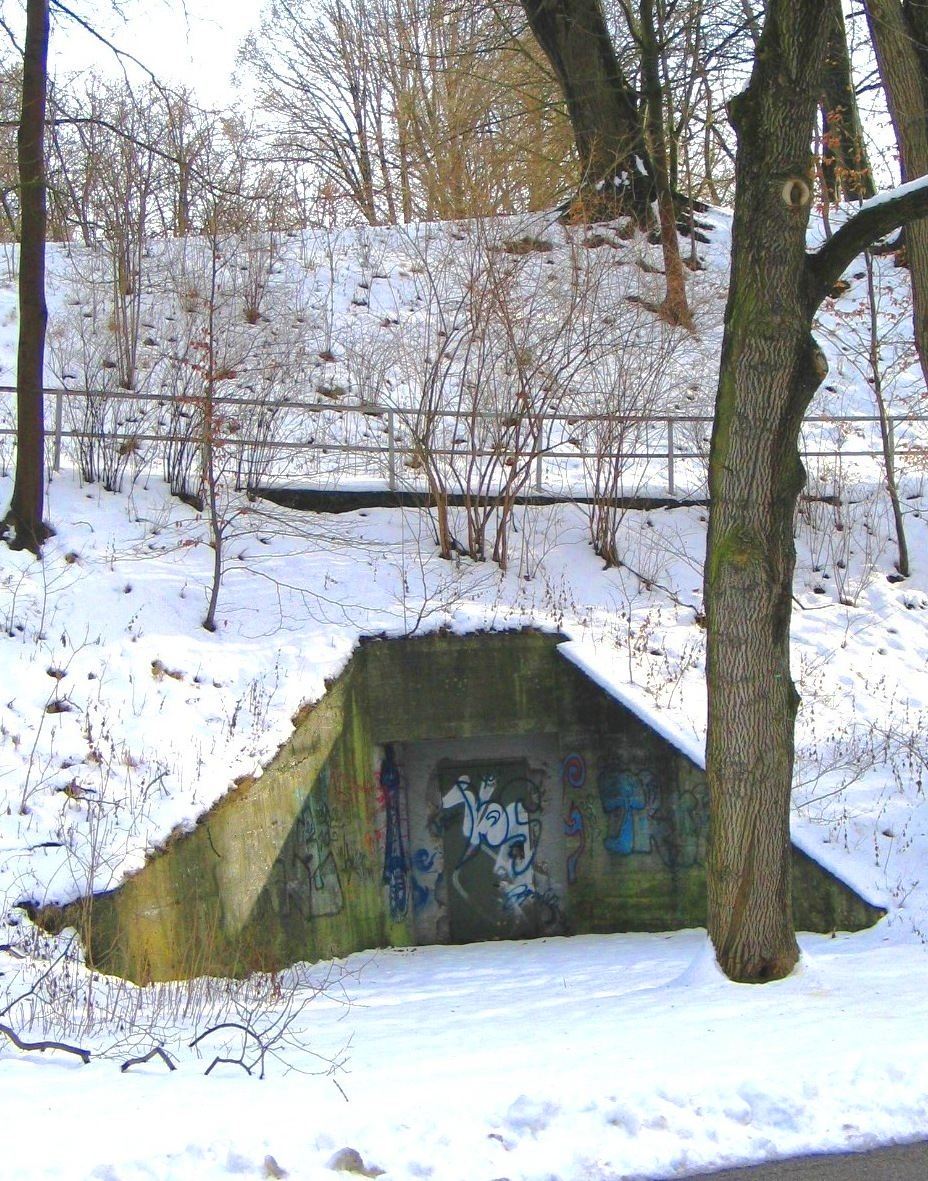
Einer von mehreren Eingängen zum Luftschutzstollen am Rosenauberg

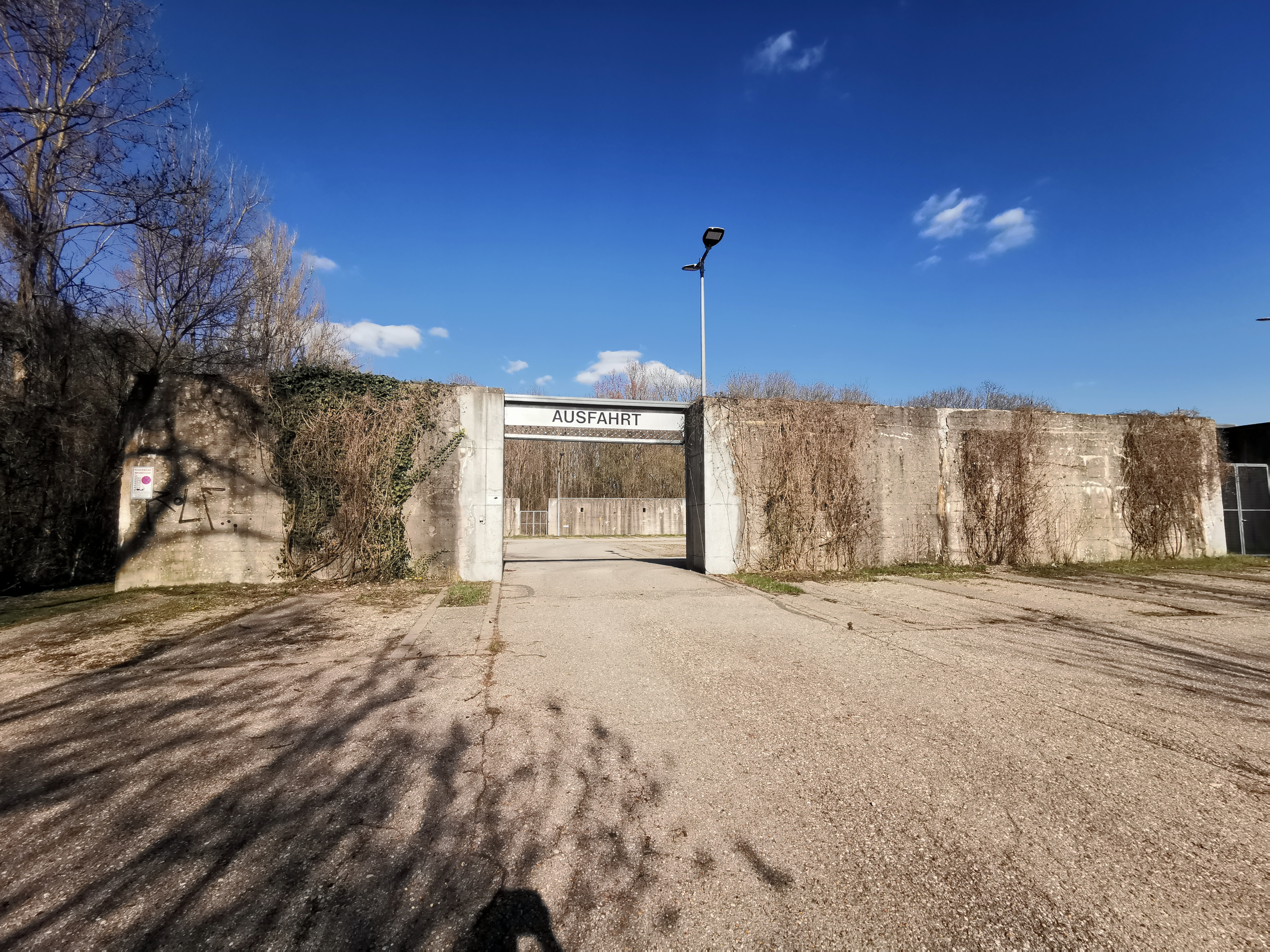
Ruine Großbunker Arno, heute Parkplatz

Diese Liste der Luftschutzbunker in Augsburg beinhaltet Schutzbauten im Stadtgebiet Augsburg, die in der Vergangenheit für die Bevölkerung öffentlich zugänglich waren oder von Behörden und Unternehmen für ihre Mitarbeiter zur Verfügung gestellt wurden bzw. als Lager oder Produktionsstätte dienten. Aufgrund der mangelhaften Bestandsdokumentation ist die Angabe des Fassungsvermögens oder der Bauzeit nicht in jedem Falle exakt möglich. Es muss zudem davon ausgegangen werden, dass die nachfolgende Auflistung unvollständig ist. Private oder noch in Betrieb befindliche Bunker werden zum Schutze der jeweiligen Eigentümer jedoch nicht aufgeführt.

## Hintergrund
Bereits kurz nach der Machtergreifung der Nationalsozialisten im Jahre 1933 begann die Stadtverwaltung mit der Planung von öffentlich zugänglichen Luftschutzräumen. Diese sollten überwiegend in bestehenden Kellerräumen eingerichtet werden. Der Bau von Luftschutzbunkern dagegen wurde in den darauf folgenden Jahren nicht ernsthaft vorangetrieben. Dies änderte sich auch nach Kriegsbeginn zunächst nicht. Des Weiteren richtete die Stadt weder ein Amt noch ein Referat für Luftschutzangelegenheiten ein. Der örtliche Luftschutzleiter kritisierte die nachlässige Herangehensweise der Stadtverwaltung heftig.
Die mangelhafte Vorbereitung kann auf zwei Ursachen zurückgeführt werden. Zum einen standen für die Errichtung von Schutzbauten einfach nicht genügend Baumaterialien und Arbeitskräfte zur Verfügung. Auch das Führer-Sofortprogramm, welches im Oktober 1940 angeordnet wurde, bewirkte trotz der Einstufung Augsburgs als „Luftschutzort erster Ordnung“ in diesem Punkt keine Verbesserung. Zum anderen fühlte man sich aufgrund des großen Abstandes zum Kriegsgeschehen in Augsburg lange Zeit relativ sicher. Es wurden daher überwiegend Splittergräben ausgehoben oder private Kellerräume mit bescheidenen Mitteln zu Luftschutzräumen umgerüstet. Zu einem Umdenken kam es erst ab 1943, als vermehrt Bomben auf Augsburg fielen und die damit verbundenen Opferzahlen stiegen.

## Auflistung
| Lage                             | Koordinaten                      | Beschreibung | Nachweis      | Bild |
| -------------------------------- | -------------------------------- | --- | ------------- | ---- |
| Augsburg Hauptbahnhof            | 48° 21′ 53,5″ N, 10° 53′ 3″ O    | Bunker im Gleisfeld, vor 1945 erstellt, bei Tunnelbauarbeiten für die Mobilitätsdrehscheibe Augsburg 2015 entdeckt und abgebrochen. | [ 3 ] [ 4 ]   |      |
| Bahnbetriebswerk Augsburg        | 48° 20′ 58,6″ N, 10° 53′ 41,8″ O | Vier Deckungsgräben mit geringer Kapazität, vor 1945 erstellt, bis heute erhalten und zum Teil der Öffentlichkeit zugänglich gemacht (Bahnpark Augsburg). | [ 5 ]         |      |
| Eichendorffschule                | 48° 18′ 34,7″ N, 10° 54′ 37,8″ O | Unterirdischer Bunker, Anfang der 1940er Jahre errichtet, Zugang nach dem Krieg verschlossen, bei Bauarbeiten 2016 entdeckt und verfüllt. | [ 6 ] [ 7 ]   |      |
| Fuggerei                         | 48° 22′ 8,5″ N, 10° 54′ 13,2″ O  | Unterirdischer Bunker für rund 200 Menschen, 1943 errichtet, bis heute erhalten und als öffentlich zugängliches Bunkermuseum genutzt. | [ 8 ]         |      |
| Gaswerk Augsburg                 | 48° 23′ 11,8″ N, 10° 51′ 57,3″ O | Unterirdischer Bunker neben Garagengebäude für etwa 45 bis 50 Menschen, bis heute erhalten. | [ 9 ]         |      |
| Lueginsland                      | 48° 22′ 44,2″ N, 10° 53′ 50,4″ O | Ehemaliger Kanonengang vor 1945 zum Luftschutzraum umfunktioniert, Verbleib unbekannt. | [ 10 ]        |      |
| Polizeiinspektion Augsburg-Mitte | 48° 22′ 13,6″ N, 10° 53′ 21″ O   | Ehemaliger Bierlagerkeller neben der Villa Hesselberger nach Erwerb durch die Nationalsozialisten 1938 zum Luftschutzkeller umgerüstet, bei Erweiterung ab 2004 abgetragen bzw. verfüllt. | [ 11 ] [ 12 ] |      |
| Reichsbahndirektion Augsburg     | 48° 22′ 2″ N, 10° 53′ 19,6″ O    | Mehrere Kellerräume mit Verbindung zum benachbarten Finanzamt, 1938/39 für rund 1500 Menschen errichtet. Bis heute erhalten und vom Landratsamt Augsburg als Lager genutzt, Führungen sporadisch möglich. | [ 13 ]        |      |
| Riedingerhaus                    | 48° 22′ 16,8″ N, 10° 53′ 50,9″ O | Bunker im Lichthof des Riedingerhauses (auch Riedingerbunker genannt), nach 1940 als Kommandozentrale der Stadtverwaltung errichtet und 1945 Schauplatz der Kapitulation Augsburgs, Ruine mit intaktem Bunker bis 1948 abgebrochen und durch Verwaltungsgebäude der Stadtwerke Augsburg ersetzt.                                        | [ 14 ] [ 15 ] |      |
| Rosenauberg                      | 48° 21′ 35,3″ N, 10° 52′ 59,4″ O | Primitiv angelegtes 4-Stollen-System mit Längs- und Querschlägen unter dem Wittelsbacher Park, 1944 erstellt für etwa 1200 Menschen, ausgestattet mit Klappsitzbänken. 1962 saniert und 2001 aufgrund von Einsturzgefahr teilweise verfüllt. Dient heute der Feuerwehr und dem THW zu Übungszwecken. Sporadisch finden Führungen statt. | [ 16 ]        |      |
| Rotes Tor                        | 48° 21′ 33,9″ N, 10° 54′ 16,1″ O | Einfaches Mehrstollensystem für etwa 500 Menschen, vor 1945 erstellt, ausgestattet mit Sitzbänken, Aborten und Gasschleusen. In der Nachkriegszeit verschlossen und verdämmt. |               |      |
| Schießplatzheide Haunstetten     | 48° 18′ 25,9″ N, 10° 55′ 46″ O   | 15 mit Bewuchs getarnte Munitionsbunker, nach 1934 entstanden, 1991 von US-Armee aufgegeben sowie teilweise verfüllt und die Zugänge weitgehend verschlossen. | [ 17 ] [ 18 ] |      |
| Schleifgraben / Am Katzenstadel  | 48° 22′ 30,3″ N, 10° 53′ 16,3″ O | Einfaches Stollensystem aus dem Jahre 1944 für etwa 500 Menschen, ausgestattet mit Sitzbänken, Zugänge 1961 abgemauert und Stollen gesichert, 2012 vollständig verdämmt. | [ 19 ] [ 20 ] |      |
| Sebastianstraße                  | 48° 22′ 47,9″ N, 10° 53′ 45,2″ O | Öffentlicher Bunker, vor 1945 entstanden, vermutlich erhalten. | [ 21 ] [ 22 ] |      |
| Wolfzahnau                       | 48° 23′ 23,1″ N, 10° 53′ 39,9″ O | Großbunker „Arno“ für Motorenproduktion MAN, um 1944 begonnen und nicht vollendet, heute Parkplatz MT Aerospace. | [ 23 ] [ 24 ] |      |